# Samuel Cruz
Samuel Almeida Braz Waterland Cruz (sinh ngày 17 tháng 3 năm 1993) là một cầu thủ bóng đá người Bồ Đào Nha thi đấu cho Benfica e Castelo Branco, ở vị trí tiền vệ.

## Sự nghiệp bóng đá
Vào ngày 31 tháng 7 năm 2013, anh có màn ra mắt cho Sporting Covilhã trong trận đấu tại Cúp Liên đoàn bóng đá Bồ Đào Nha 2013–14 trước Desportivo Chaves, thay cho Diogo Gaspar (phút thứ 78). Anh có màn ra mắt trong trận đấu đầu tiên ở Giải bóng đá hạng nhất quốc gia Bồ Đào Nha 2013–14 trước Marítimo B vào ngày 11 tháng 8.